# Сан-Франциско Про
Сан-Франциско Про — професійне змагання з бодібілдингу, яке проводилось з 1998 по 2006 роки під егідою IFBB в місті Сан-Франциско, США

## Хронологія змагань
| Рік  | Переможець: чоловіки | Переможець: жінки | Місце проведення   |
| ---- | -------------------- | ----------------- | ------------------ |
| 1998 | Кевін Леврон         | Невідомо          | Сан-Франциско, США |
| 1999 | Н/П                  |                   | Сан-Франциско, США |
| 2000 | Н/П                  |                   | Сан-Франциско, США |
| 2001 | Кріс Корм'є          | Невідомо          | Сан-Франциско, США |
| 2002 | Лі Пріст             | Невідомо          | Сан-Франциско, США |
| 2003 | Джей Катлер          | Невідомо          | Сан-Франциско, США |
| 2004 | Декстер Джексон      | Невідомо          | Сан-Франциско, США |
| 2005 | Кріс Корм'є          | Дженні Лінн       | Сан-Франциско, США |
| 2006 | Густаво Бадель       | Невідомо          | Сан-Франциско, США |